# Municipio de Oak Valley (Minnesota)
El municipio de Oak Valley (en inglés: Oak Valley Township) es un municipio ubicado en el condado de Otter Tail en el estado estadounidense de Minnesota. En el año 2010 tenía una población de 355 habitantes y una densidad poblacional de 3,84 personas por km².

## Geografía
El municipio de Oak Valley se encuentra ubicado en las coordenadas 46°19′19″N 95°12′49″O / 46.32194, -95.21361. Según la Oficina del Censo de los Estados Unidos, el municipio tiene una superficie total de 92.46 km², de la cual 92,1 km² corresponden a tierra firme y (0,39 %) 0,37 km² es agua.

## Demografía
Según el censo de 2010, había 355 personas residiendo en el municipio de Oak Valley. La densidad de población era de 3,84 hab./km². De los 355 habitantes, el municipio de Oak Valley estaba compuesto por el 98,03 % blancos, el 0,28 % eran amerindios y el 1,69 % eran de una mezcla de razas. Del total de la población el 0,28 % eran hispanos o latinos de cualquier raza.